# Mesoleius seida
Mesoleius seida là một loài tò vò trong họ Ichneumonidae.